# Okres Košice I
Okres Košice I je jeden z okresů slovenských Košic. Leží na severu města v Košickém kraji. Na severu hraničí s okresem Košice-okolí, na jihu s dalšími třemi městskými okresy. Patří sem následující části města: Džungľa, Kavečany, Sever, Sídliště Ťahanovce, Staré Město, Ťahanovce